# پت هاورد
پت هاورد (انگلیسی: Pat Howard؛ زادهٔ ۷ اکتبر ۱۹۴۷) بازیکن فوتبال اهل بریتانیا است.
از باشگاه‌هایی که در آن بازی کرده‌است می‌توان به باشگاه فوتبال بیرمنگام سیتی، باشگاه فوتبال بری، باشگاه فوتبال آرسنال، باشگاه فوتبال بارنزلی، و باشگاه فوتبال نیوکاسل یونایتد اشاره کرد.